# 王爚 (宋朝)
王爚（1199年—1275年），字仲潜，一字伯晦，号修斋，绍兴府新昌縣长潭（今浙江省新昌縣）人，南宋大臣。

## 生平
嘉定十三年（1220年），王爚中进士。历任常熟知县、泰州通判、滁州知州、瑞州籍田令等地方历官。宝祐年间，王爚兼国史编修。景定二年（1261年），王爚官至礼部尚书、端明殿学士，代吏部尚书加观文殿大学士。宋度宗咸淳元年（1265年），王爚知枢密院事兼权参知政事，咸淳十年（1274年）王爚为左丞相兼枢密使。 
王爚为人清修刚劲。贾似道被宋度宗尊为“师臣”，回天台葬母，路过新昌，王爚不见。贾似道督师溃败，王爚说贾似道既不死忠，又不死孝。对太后谢道清上奏：“本朝权臣稔祸，未有如似道之烈者。缙绅草茅不知几疏，陛下皆抑而不行，非惟付人言之不恤，何以谢天下！”贾似道于是被贬徙外地，终于在漳州木绵庵为郑虎臣所杀。 
宋恭帝德祐元年（1275年），元朝军队南下，王爚奏请朝廷派他宣抚招讨大使招募忠义。后任平章军国重事，他命张世杰等四路抵御元军南下，朝廷没有采纳他的军事部署。张世杰兵败后，王爚又和陈宜中不和，请求朝廷免职，谢太后罢其平章军国重事。王爚归乡不逾年而卒，曾经担任上蔡书院长，
著有《言子》。
葬在上虞葛仙乡。 